# Pinball Illusions
Pinball Illusions is een videospel voor de platforms Commodore Amiga en DOS. Het spel is een flipperkastsimulatie en werd uitgebracht in 1995. Het spel wordt met bovenaanzicht getoond. Het spel is het vervolg van Pinball Fantasies. Op de PC had het spel 256 kleuren. Nieuw in het spel was de multibal optie, waarbij de speler met maximaal zes ballen tegelijkertijd kan spelen.
Het spel kent de volgende flipperkasten:
- Babewatch
- Law & Justice
- Extreme Sports
- The Viking (alleen voor de PC)

## Ontvangst
| Beoordeeld door       | Platform | Jaar | Score |
| --------------------- | -------- | ---- | ----- |
| The One Amiga 76      | Amiga    | 1995 | 91%   |
| Amiga Power           | Amiga    | 1994 | 89%   |
| CU Amiga Magazine     | Amiga    | 1995 | 89%   |
| Amiga Action          | Amiga    | 1994 | 88%   |
| Amiga Format          | Amiga    | 1994 | 88%   |
| PC Gamer              | DOS      | 1996 | 87%   |
| Amiga Joker           | Amiga    | 1994 | 87%   |
| PC Games (Duitsland)  | DOS      | 1995 | 86%   |
| Amiga Computing       | Amiga    | 1995 | 85%   |
| Amiga Games           | Amiga    | 1994 | 81%   |
| PC Player (Duitskand) | DOS      | 1995 | 71%   |
| Génération 4          | Amiga    | 1995 | 63%   |
| High Score            | DOS      | 1995 | 60%   |

## Trivia
- De flipperkast The Viking werd last minute verwijderd uit de Commodore Amiga-versie van het spel, omdat men de kwaliteit nog niet goed genoeg vond.